# تشارلي رايس
تشارلي رايس (بالإنجليزية: Charlie Rice)‏ هو عازف جاز أمريكي، ولد في 1 مارس 1920 في فيلادلفيا في الولايات المتحدة، وتوفي في 22 أبريل 2018.

## وصلات خارجية
- تشارلي رايس على موقع ميوزك برينز (الإنجليزية)
- تشارلي رايس على موقع أول ميوزيك (الإنجليزية)